# Перформативност
Перформативност e концепция, която е свързана с теорията на речевите актове (лингвистика, философия на езика), по отношение на прагматиката на езика, и по отношение на работата на Джон Остин. Става дума за така наречените „перформативни изказвания“.
Концепцията за перформативността е също използвана в науката и технологичните изследвания и в икономическата социология. Майкъл Калун предлага изучаването на перформативните аспекти в икономиката, тоест онази степен, в която икономическата наука играе важна роля не само като описваща глобалните пазари и икономика, но също и формирайки ги.
Други употреби на идеята за перформативност в социалните науки включват идеята на Джудит Бътлър за перформативност в нейния анализ на развитието на родовия пол (виж джендър перформативност), както и анализът ѝ върху политическата реч. Ив Козофски Седжуик описва куиър перформативността като продължаващ проект на трансформиране на начина, по който дефинираме и нарушаваме границите на идентичността.